# Till Death Do Us Part (album de Cypress Hill)
Pour les articles homonymes, voir Till Death Do Us Part.
Albums de Cypress Hill
Stash
(2002) Smoke 'Em If You Got 'Em
(2004)
Singles
1. What's Your Number?
Sortie : 19 mars 2004

Till Death Do Us Part est le septième album studio de Cypress Hill, sorti le 23 mars 2004.
L'album s'est classé 21e au Billboard 200 et 23e au Top R&B/Hip-Hop Albums.
Après les ventes décevantes du précédent album studio, Stoned Raiders, en raison de leur changement de registre musical, le groupe a décidé de revenir à ses débuts (rap avec de légères sonorités de rock cubain) tout en innovant une nouvelle fois puisqu'il a fusionné certains morceaux avec des mélodies reggae. Pour cela, Cypress Hill a fait appel à quelques artistes reggae comme Damian Marley, fils de Bob Marley.
Grâce à cette fusion, le groupe a renoué avec le succès bien que quelques fans n'aient pas réussi à adhérer à cette nouvelle fusion.

## Liste des titres
| No  | Titre                                         | Contient un (des) sample(s) de                        | Durée |
| --- | --------------------------------------------- | ----------------------------------------------------- | ----- |
| 1.  | Another Body Drops                            |                                                       | 3:50  |
| 2.  | Till Death Comes                              | Tema De O de Franck Pourcel                           | 3:30  |
| 3.  | Latin Thugs (featuring Tego Calderón)         | How Long Before I'm Gone de Ten Wheel Drive           | 3:46  |
| 4.  | Ganja Bus (featuring Damian Marley)           |                                                       | 3:42  |
| 5.  | Busted in the Hood                            |                                                       | 4:03  |
| 6.  | Money                                         | Money de Pink Floyd                                   | 3:33  |
| 7.  | Never Know                                    |                                                       | 3:14  |
| 8.  | Last Laugh (featuring Prodigy et Twin)        | Share My Love de Rare Earth                           | 3:42  |
| 9.  | Bong Hit                                      |                                                       | 1:20  |
| 10. | What's Your Number? (featuring Tim Armstrong) | The Guns of Brixton des Clash                         | 3:50  |
| 11. | Once Again                                    | Party and Bullshit de The Notorious B.I.G.            | 3:48  |
| 12. | Number Seven                                  |                                                       | 0:50  |
| 13. | One Last Cigarette                            | Distesa Estate de Piero Piccioni Pigs de Cypress Hill | 2:46  |
| 14. | Street Wars                                   |                                                       | 2:42  |
| 15. | Till Death Do Us Part                         |                                                       | 3:54  |
| 16. | Eulogy                                        |                                                       | 1:08  |

| 17. | Ready to Die     | 3:04 |
| 18. | Roll It Up Again | 3:16 |